# Henry Déziré
Pour les articles homonymes, voir Déziré.
Henry Déziré, né le 6 février 1878 à Libourne (Gironde) et mort le 31 août 1965 à Paris, est un artiste peintre français

## Biographie

### Jeunesse
Son acte de naissance indique les prénoms Pierre, Henry, mais il a toujours été connu sous le nom de Henry ou Henri. On le trouve aussi parfois désigné sous le nom de Henry-Déziré, et son nom de famille est parfois orthographié Désiré. Il passe ses dix premières années à Libourne, où son père est mouleur-fondeur. Puis la famille se déplace à La Rochelle. Il y apprend le métier de mouleur-fondeur, lui aussi et passe beaucoup de temps à dessiner. Il est alors remarqué par un architecte qui le présente à William Bouguereau, professeur à l'École des Beaux-Arts de Paris et à l'Académie Julian. Bouguereau lui fait obtenir une subvention de la ville et la gratuité des cours à l'Académie Julian.

### Formation
Henry Déziré reçoit sa formation à l'Académie Julian, auprès de William Bouguereau et de Gabriel Ferrier, Il est admis à l’École des Beaux-Arts de Paris en 1899, à titre temporaire, puis à titre définitif en 1901. Il participe à peu de concours de l’École, mais obtient une 3e seconde médaille au concours d'esquisse peinte 1er degré en 1901, puis en 1902, il obtient une mention au concours Fortin d'Ivry (concours de perspective) en composition à deux degrés.

### Carrière
Il s'installe définitivement à Paris dans un studio situé à Montparnasse, grandement soutenu par la générosité de mécènes rochelais, parmi lesquels les familles David et Babut, et grâce aussi à la générosité de la ville de La Rochelle qui continue de lui accorder une subvention. Il fait ses débuts au Salon de la société des artistes français en 1904, et à cette occasion le jury lui décerne une mention honorable. Dès lors sa carrière est lancée, il expose dans de nombreux Salons, ainsi que dans des galeries en France et à l'étranger. Il reçoit des prix, l’État lui achète des toiles, même si la plupart de ses toiles sont achetées par des collectionneurs.

## Œuvre

### Grandes compositions et pastorales
Henry Déziré a reçu un enseignement académique, et ses premières œuvres en portent la marque (Post Fata Venit Gloria, 1904). Au fil du temps, il se détache de ce style, mais il gardera toujours le goût des grandes compositions (L'Âge d'Or, 1911 , L'Âge d'Or ou Le Printemps, 1921) à la recherche d'un idéal de beauté et d'harmonie, peuplé de bergers et de nymphes. Tout au long de sa carrière, il sera remarqué pour ses compositions décoratives : Retour de Fête (1907), Pierrot endormi (1909), Les Patineurs (années 1920), l'Hallali (1933), le Carnaval de Venise (1939).

### Natures mortes

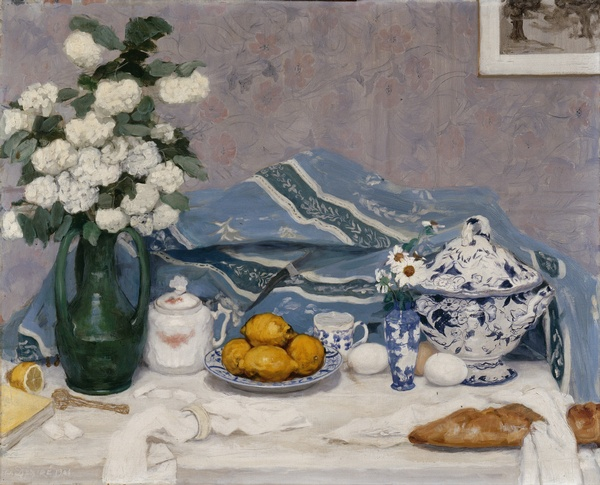
Henry Déziré, Nature morte, 1921. Collection du musée des Beaux-Arts de Nantes, cliché A. Guillard.

Le parti-pris décoratif se manifeste dans toutes ses œuvres, doublé d'un talent de coloriste, notamment dans les natures mortes qu'il commence à exposer en 1905 (Fleurs et Oranges). Il y représente des arrangements de fleurs, de fruits, d'objets disposés sur des nappes blanches, où jouent les harmonies de blanc, de jaune, de bleu, parfois rehaussées par une touche d'orange ou de vert. Les critiques remarquent les « symphonies en blanc » de ses débuts, et J.C. Holl parle d'un « sentiment latent de l'intimité et de l'élégance, la fascination d'un œil serein par l'harmonieuse chanson des nuances ».
Henry Déziré peindra des natures mortes tout au long de sa vie, et souvent des fleurs. Ses Monnaies du pape de 1929 et ses « bouquets en blanc majeur » retiennent l'attention.

### Portraits
Il commence très tôt à peindre des portraits, notamment ceux de ses bienfaiteurs, puis celui de sa fille (Portrait de Mademoiselle D. ou Portrait de ma fille, 1925), qui fait partie des collections du musée d'art moderne de Paris. Ce sont des portraits de l'intimité, à la forte présence, peints d'une manière franche et directe. Voici ce que dit le critique du Journal des débats : « Henry Déziré a résumé [dans ce portrait] tout son savoir attentif, loyal, sensible, là non plus rien d'apprêté, pas de manière: conscience et tact se sont entendus pour n'exprimer que le vrai en sa grâce simple ».

### Nus

Nu accroupi devant la cheminée, 1907. Cliché H. Peyre.

Les critiques le remarquent aussi pour ses nus, pudiques, aux tons dorés, où il s'émancipe des modèles académiques et cherche à mettre en valeur l'aspect décoratif, notamment dans le tableau intitulé Nu accroupi devant la cheminée, ou encore plus tard, dans les années 1920, où le critique J.C. Holl évoque « deux beaux nus de femmes qui vibrent dans la lumière ».

### Paysages
La vie et l’œuvre d'Henry Déziré sont très marqués par ses voyages, dont il rapporte des paysages, souvent peints sur place.
La Rochelle, Oléron et la Vendée
Il a souvent peint La Rochelle, captant ses lumières aux tonalités grises (La Plage, 1935, Le Port de La Rochelle, vers 1940) ou celles de l'Ile d'Oléron Moulin, 1938, dont le critique Gallus écrit : « L'attention est aussitôt attirée par un panneau important d'œuvres de Déziré, qui lui ont valu le prix Puvis de Chavannes, et parmi lesquelles figurent une marine lumineuse et une petite toile sobre et pleine de distinction, d'un vieux moulin breton », ou encore Les Bords de la Creuse à La Roche-Posay (1923).
L'Italie
Il est attiré par l'Italie où il fait ses premiers séjours en 1912 et 1913, dans la région de Rome et de Naples (Villa d'Este, Villa d'Hadrien, Tivoli, Capri, Naples). Il est fasciné par les arbres et les paysages où se côtoient le gris-vert des oliviers et le noir des cyprès. Il rapportera assez de toiles pour faire deux expositions à la Galerie Druet, qui lui achète toute sa production.
Il va à Venise en 1937, et en donne une impression aux lumières pâles et argentées, avec une pâte plus riche. Ses sujets de prédilection sont le Grand Canal, le palais des Doges, San Giorgio Maggiore, La Douane, les canaux, les ciels. Une fois rentré à Paris, il travaille à sa composition Carnaval de Venise qui lui vaut un prix en 1939 : « A l'occasion du Salon, la Société Nationale des Beaux-Arts vient de décerner ses prix annuels. Le prix Gillot-Dard (24,000 francs) a été attribué à M. Déziré pour son tableau Carnaval. ».
Temps de Guerre (1914-1918)
Empêché de s'engager pour combattre à cause des suites d'une grave typhoïde, il séjourne à Viviers-sur-Rhône (Ardèche), et y peint de grands peupliers, des paysages de ruines rocailleuses, des portraits. En 1917, rétabli, il est peintre aux Armées, affecté dans la zone de Wesserling, en Alsace.
Bretagne
Entre 1918 et 1921 il fait de nombreux séjours au Faouët (Morbihan). Il en rapporte des portraits, en particulier « une petite paysanne au profit nettement arrêté » et « des paysanneries très réalistes », comme l'écrit J.L. Vaudoyer. Un critique rapporte qu'il peint « une Bretagne âpre et vigoureuse, telle qu'elle est ».
Région de Sanary (Var)
À partir de 1924, il séjourne à plusieurs reprises à Sanary, à la recherche de lumières méridionales. Les toiles qu'il y peint sont pour la plupart des marines où il retrace « le calme et le repos des barques au bassin, dans des notes grises derrière quoi transparait le bleu méridional ». Lors de l'exposition de ses toiles à la Galerie Devambez, Escholier parle de la « chaude lumière méditerranéenne » de ses marines.
Paris et l'Ile-de-France
Henry Déziré est très attaché à ce coin d'Ile-de-France où il a une maison (Avernes, Seine-et-Oise) et aussi à Paris. À partir de 1931 il peint des vues de Paris, notamment des bords de la Seine, de la Place de la Concorde, des Invalides, de la Chambre des Députés, des paysages du Vexin français, et aussi des natures mortes et des bouquets. Il ne fera plus guère de voyages lointains à partir de ce moment-là, partageant son temps entre Paris et la campagne. Voici ce qu'il dit lui-même en 1932 : « Je passe mon été en Seine-et-Oise, à Avernes. J'ai choisi cette région d'Ile-de-France un peu oubliée des artistes pour me reposer de la vive lumière du Midi où je vais tous les ans depuis assez longtemps. Ici, à deux pas de Paris, je suis dans la vraie campagne, sans baigneurs ni touristes, c'est d'une quiétude que j'apprécie beaucoup pour le travail ».

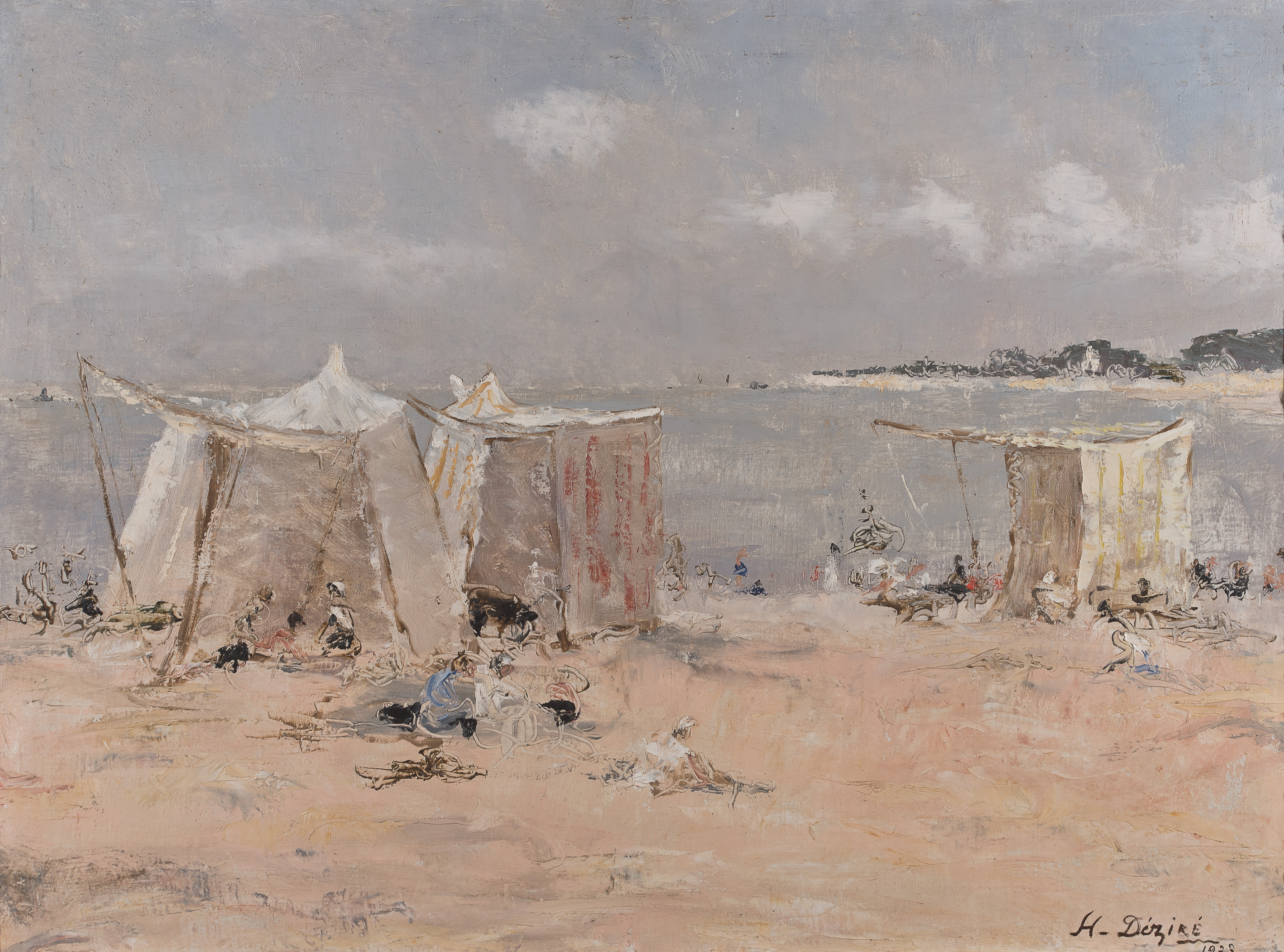
La plage (1935) Coll. musée des Beaux-Arts de La Rochelle, cliché Max Roy
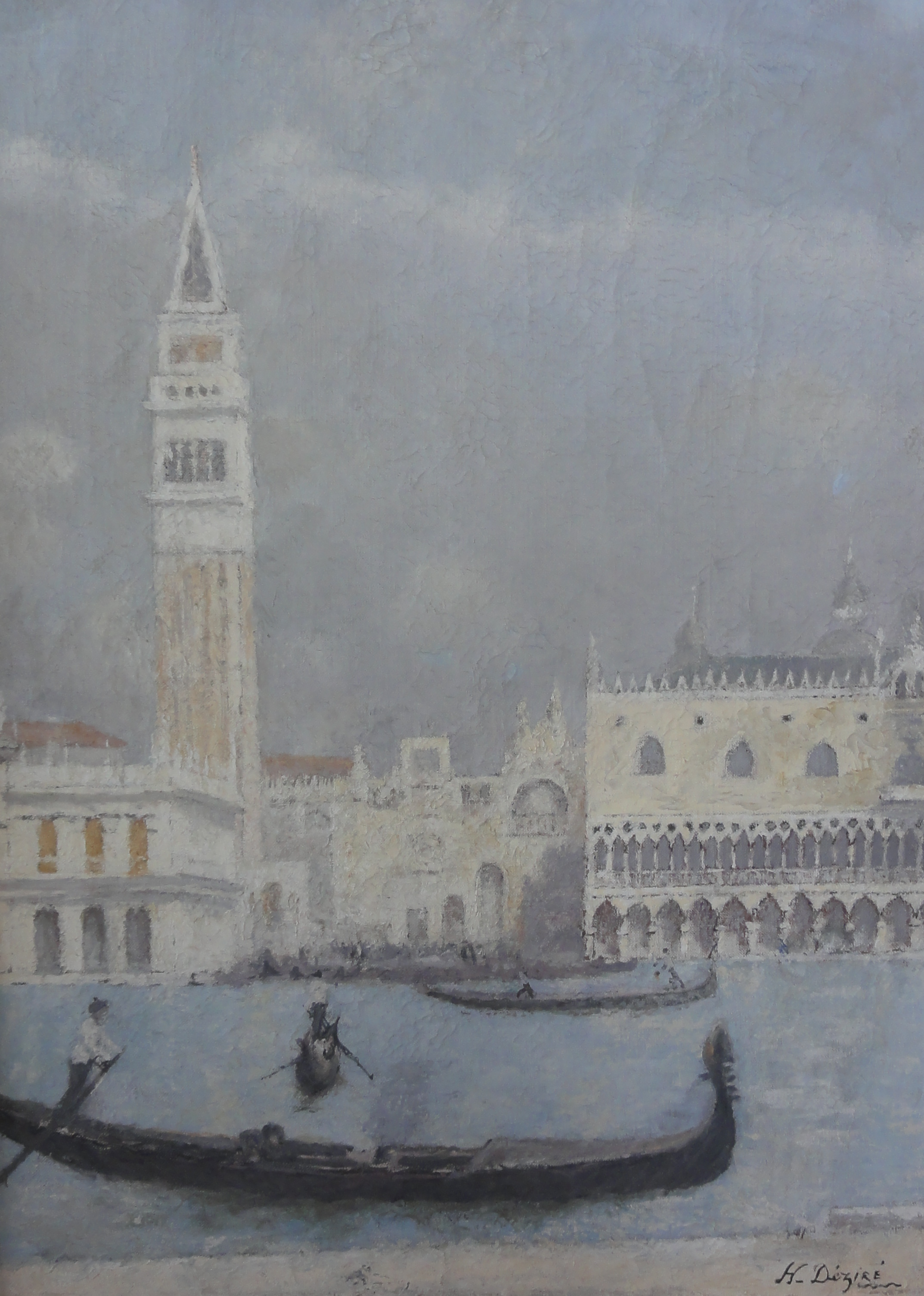
Venise (1937)
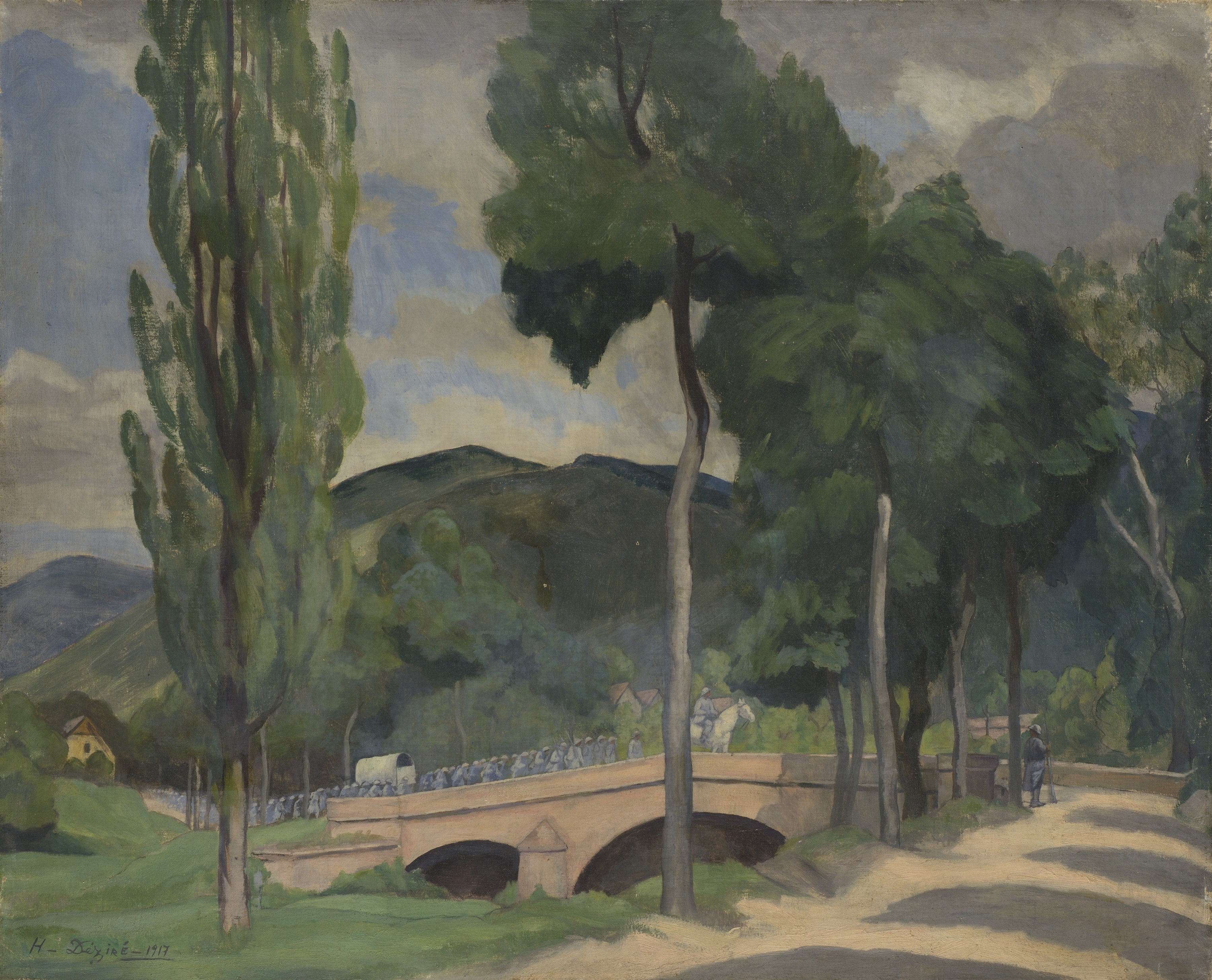
Convoi militaire (1917)
Les maquignons (1919), coll. musée du Faouët
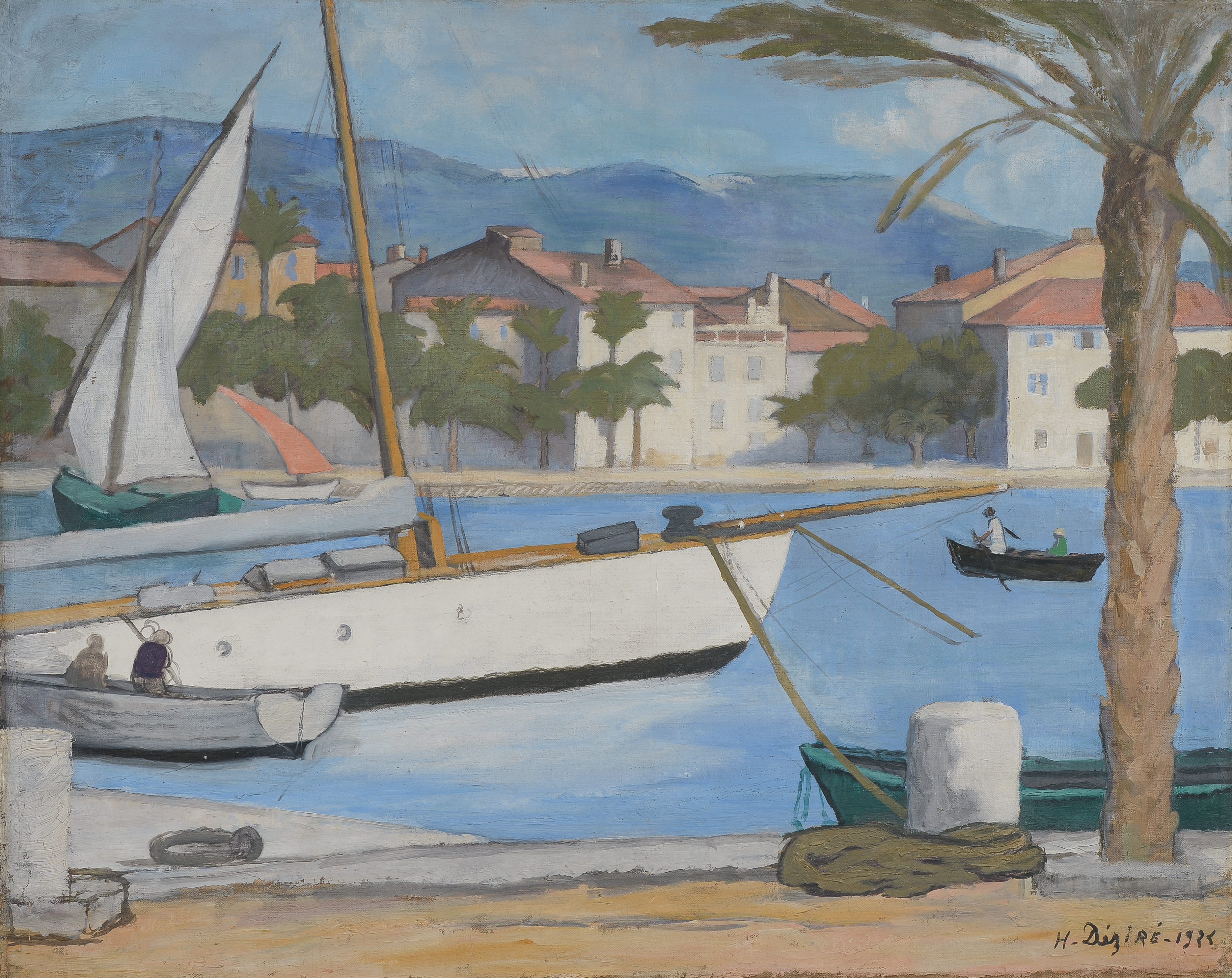
Sanary, le grand voilier (1925)
Paris, Place de la Concorde (vers 1940)

## Salons
Il envoie des tableaux régulièrement à différents salons de Paris et de province, ou même à l'étranger.

### Salons de Paris
Il fait ses débuts à la Société des artistes français en 1904 et y expose encore à plusieurs reprises . À partir de 1906 il expose au Salon d'automne. On lui confie l'accrochage et l'organisation générale du salon en 1930, et en 1932, c'est lui qui réalise l'affiche et les cartons d'invitation. Il fera partie du jury pour le salon de 1936, et fera partie du Comité d'Honneur à partir de 1952.
Il envoie des toiles au Salon des indépendants, à la Société nationale des beaux-arts, au Salon des tuileries.
Il participe aussi au Salon des échanges, à partir de 1922. À l'occasion de ce salon, les artistes peuvent échanger toiles et objets d'art ou d'industrie. En 1933, on lui demande de faire un grand panneau décoratif pour le Salon des artistes décorateurs, et il réalise L'Hallali.
En 1926, il présente à la Rétrospective des Indépendants les toiles Pastorale, Les Laveuses, Retour de fête et Paysage.

### Salons de province et de l'étranger
Le Salon d'automne se délocalise parfois en province et à l'étranger, et les toiles d'Henry Déziré sont accrochées à La Rochelle, en 1927, à Saint Étienne, en 1938 ou 39 puis en 1943, à Vienne (Autriche) en 1946. Le Salon des Tuileries envoie aussi des toiles notamment aux États-Unis, à Indianapolis en 1931 et à Dallas en 1932.

## Expositions
Très tôt il expose ses toiles dans différentes galeries, pour des expositions qui lui sont consacrées en propre, ou bien où l'espace est partagé avec d'autres.

### En France
Henry Déziré a la chance de pouvoir exposer ses toiles dans de nombreuses galeries, pour les vendre. Parmi les premières expositions celle de la Société Moderne à la galerie Durand-Ruel, rue Laffitte, celles de la Galerie Druet. Puis il exposera à la Galerie Marcel Bernheim, à la galerie Devambez, ou encore à la galerie Charpentier qui lui consacrent chacune une grande exposition. Certains lieux d'exposition sont moins habituels, comme pour l'exposition intitulée Paris vu par les peintres d'aujourd'hui organisée par le joailler Henry Kahn dans les vitrines de la rue Saint-Honoré.
Il expose beaucoup à Nantes, en particulier, à la Galerie Mignon-Massart, comme l'atteste sa correspondance.

### À l'étranger
Comme le montrent les tampons des douanes françaises sur les châssis, les tableaux d'Henry Déziré ont voyagé en Allemagne, en Italie pour la Biennale de Venise en 1932, en Belgique pour de grandes expositions à Anvers et à Bruxelles, et aussi aux États-Unis où il a participé à la Summer Exhibition of Paintings at the Brooklyn Museum de New York, en 1925, ainsi qu'aux Exhibitions of Paintings from the Carnegie International, au Carnegie Institute de Pittsburgh.

### Depuis sa mort (1965)
Il a été organisé deux expositions :
- une rétrospective « Henry Déziré, 1878-1965, peintures et dessins » à la chapelle du collège Fromentin de La Rochelle, exposition organisée par la Société des Amis des Arts de La Rochelle, du 14 mars au 30 avril 1986[43].
- une exposition à la galerie Roland Maréchal, l'Ami des Lettres, à Bordeaux, en 1996.

Le musée du Faouët organise une exposition rétrospective du 4 avril au 7 juin 2015, à l'occasion du cinquantième anniversaire de la mort d'Henry Déziré.

## Prix et récompenses
En 1901, il obtient une 3e seconde médaille au concours d'esquisse peinte 1er degré, puis en 1902 une mention au concours Fortin d'Ivry (concours de perspective) en composition à deux degrés.
En 1904 il reçoit une mention honorable au Salon des Artistes Français, puis, en 1936, une 2e mention honorable au Carnegie International de Pittsburgh pour Field Flowers (Fleurs des champs), en 1938 le prix Puvis de Chavannes pour son panneau à la Nationale des Beaux-Arts (marine bretonne et moulin à vent), en 1939 le prix Gillot-Dard (24,000 francs) pour Carnaval, ce prix étant décerné à la meilleure composition, en 1948 le prix Dulac et en 1958 le prix Bastien Lepage.

## Collections publiques
Un certain nombre de musées possèdent des toiles d'Henry Déziré, notamment le Musée d'Art Moderne de Paris, Centre Georges Pompidou , le Palais des Beaux-Arts de Lille (Nord), le Musée des Beaux-Arts de Nantes (Loire Atlantique), le Musée d'Art et d'Histoire Marcel Dessal à Dreux (Eure-et-Loir) , le Musée d'Art Moderne et Contemporain de Saint-Étienne Métropole (Loire), le Centre National des Arts Plastiques, le musée d'Art et d'Archéologie de Guéret (Creuse), sans oublier le musée des Beaux-Arts de La Rochelle, le musée du Faouët, le musée Alfred-Canel à Pont-Audemer et le  musée Baron-Martin a Gray (Haute-Saône).

## Ventes aux enchères
Les tableaux d'Henry Déziré passent parfois dans les salles de ventes. Parmi les ventes qui ont eu lieu depuis les années 2000, voici quelques résultats dont on trouve la trace sur les sites de ventes aux enchères : Nymphes au bain, huile sur toile, a été vendu à la Nouvelles Orléans (États-Unis), le 27 janvier 2002 pour 4 800 $, Bouquet de roses, 1912, huile sur toile, a été vendu à New York (Christie's), le 16 juin 2009 pour 1 500 $, Nu accroupi devant la cheminée, 1907 a été vendu à Lyon (Conan rive gauche), le 12 décembre 2010 pour 6 800 €, Muse et bergers, pastorale, 1917, huile sur toile, a été vendu à Paris (Drouot), le 13 décembre 2013 pour 1 800 €.